# Mitidja
La Mitidja (in arabo متيجة‎?) è una regione geografica situata in Algeria. Orientata parallelamente alla costa mediterranea, la piana di Mitidja è delimitata a est dal wadi Boudouaou, a ovest dal wadi Nador, dalle colline del Sahel algerino a nord e dall'Atlas blidéen a sud.